# Jan-Ingvar Jönsson
Jan-Ingvar Jönsson, född 28 februari 1961, är en svensk professor i medicinsk cellbiologi och från 1 juli 2020 rektor vid Linköpings universitet.

## Biografi
Jönsson genomförde sin medicinska grundutbildning vid Lunds universitet under åren 1986–1990 där även en period av forskning genomfördes vid Max Planck-institutet för immunbiologi i Freiburg, Tyskland. 
1990–1993 arbetade Jönsson som postdoktor vid Hospital for Sick Children Research Institute, Toronto, Kanada på avdelningen för Immunologi och cancer. Därefter följde en tjänst som forskarassistent, en så kallad cancerforskartjänst, vid Uppsala universitet som finansierats av Cancerfonden.
Efter ett antal år vid Lunds universitet började Jönsson arbeta vid Linköpings universitet år 2003 inom medicinsk cellbiologi. År 2008 fick Jönsson sin professur i medicinsk cellbiologi. Han leder en forskargrupp som arbetar med en teknologi kallad masscytometri för att undersöka blodstamceller med syftet att ta reda på varför patienter med leukemi reagerar olika på cellgiftsbehandling.
I januari 2016 tillträdde Jönsson som huvudsekreterare för ämnesområdet medicin och hälsa vid Vetenskapsrådet. Han lämnade uppdraget i juni 2020, för att i juli 2020 tillträda som rektor vid Linköpings universitet.